# Puyan
Puyan (埔鹽鄉S, Pǔyán XiāngP) è un comune di Taiwan, situato nella provincia di Taiwan e nella contea di Changhua.